# فرانك ستولن
فرانك ستولن (بالإنجليزية: John T. Parsons)‏ (و. 1913 – 2007 م) هو مهندس من الولايات المتحدة الأمريكية . ولد في ديترويت .
توفي في ترافيرس سيتي، عن عمر يناهز 94 عاماً.

## جوائز
حصل على جوائز منها:
- قلادة العلوم الوطنية الأمريكية في مجال التكنولوجيا والإبتكار.